# Peperone secco dolce
Il peperone secco dolce è una varietà di peperone che rientra tra i prodotti agroalimentari tradizionali abruzzesi. È coltivata principalmente nelle province di Teramo e Pescara, in Abruzzo.